# Cychry, Tỉnh West Pomeranian
Cychry [ˈt͡sɨxrɨ] (Zicher Đức) là một ngôi làng thuộc khu hành chính của Gmina Dębno, thuộc quận Myślibórz, West Pomeranian Voivodeship, ở phía tây bắc Ba Lan. Nó nằm khoảng 6 kilômét (4 mi) phía nam Dębno, 30 km (19 mi) phía nam Myślibórz và 82 km (51 mi) phía nam thủ đô khu vực Szczecin.
Làng có dân số 991 người.